# پوزن (ایلینوی)
پوزن (به انگلیسی: Posen) یک منطقهٔ مسکونی در ایالات متحده آمریکا است که در شهرستان کوک (ایلینوی) واقع شده‌است. پوزن ۳٫۰۳ کیلومتر مربع مساحت و ۵٬۹۸۷ نفر جمعیت دارد.